# Мертир (синагога)

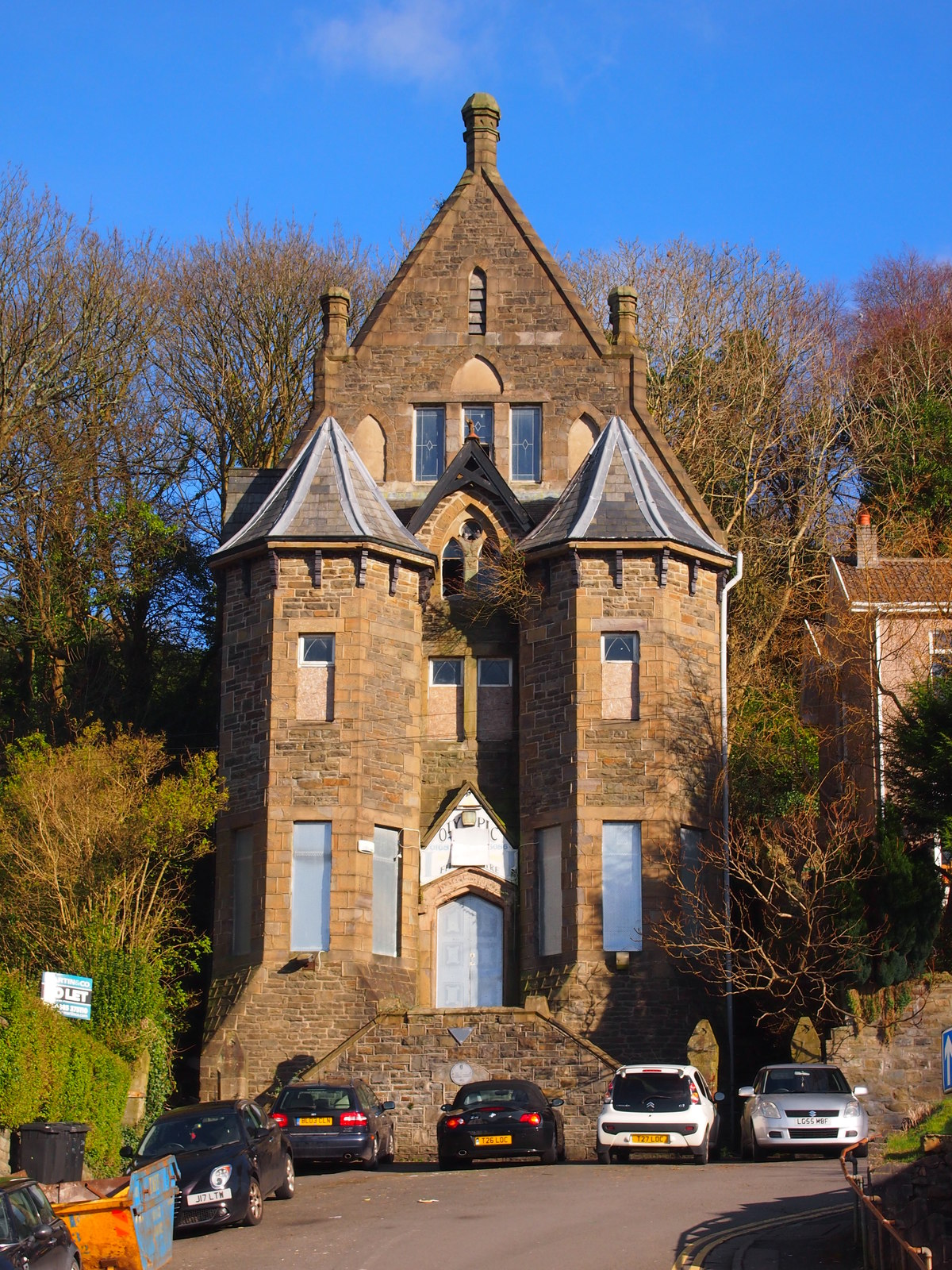
Здание синагоги в Мертир-Тидвиле

Бывшая синагога Мертир расположена на Бритирион-Роуд, в районе Томастаун, город Мертир-Тидвил, Уэльс. Синагога входит в список Памятников архитектуры Великобритании и Северной Ирландии 2 класса и является старейшим зданием, изначально выстроенным в качестве синагоги, в Уэльсе.

## История
Еврейская община Мертира была основана в 1848 году, когда Мертир-Тидвил был центром промышленной революции и крупнейшим городом Уэльса. Новая община взяла себе название «Еврейская община Мертир-Тидвила» и организовала строительство первой синагоги в 1852-1855 годах на Джон-стрит. Это здание было снесено в 1990-х годах.
Община преуспевала, и в 1877 году было построено новое здание, которое существует и поныне. Численность общины сокращалась, если в 1900 году в ней насчитывалось 27 семейств, то в 2011 их осталось всего 4. В 1955 году синагога была освящена повторно. В 1980-х она была закрыта, а само здание было продано и использовалось как христианский центр и как спортзал. В 2004 году здание было выведено из эксплуатации. В 2008 году планировалось переоборудовать здание в восемь жилых квартир с сохранением внешнего вида. В 2019 году Фонд еврейского наследия купил постройку, и в 2025 году планируется открытие Центра еврейского наследия. В 2021 году, частично на деньги Cadw, был проведён ремонт, необходимый для стабилизации здания и сохранения его от негативного влияния плохой погоды.

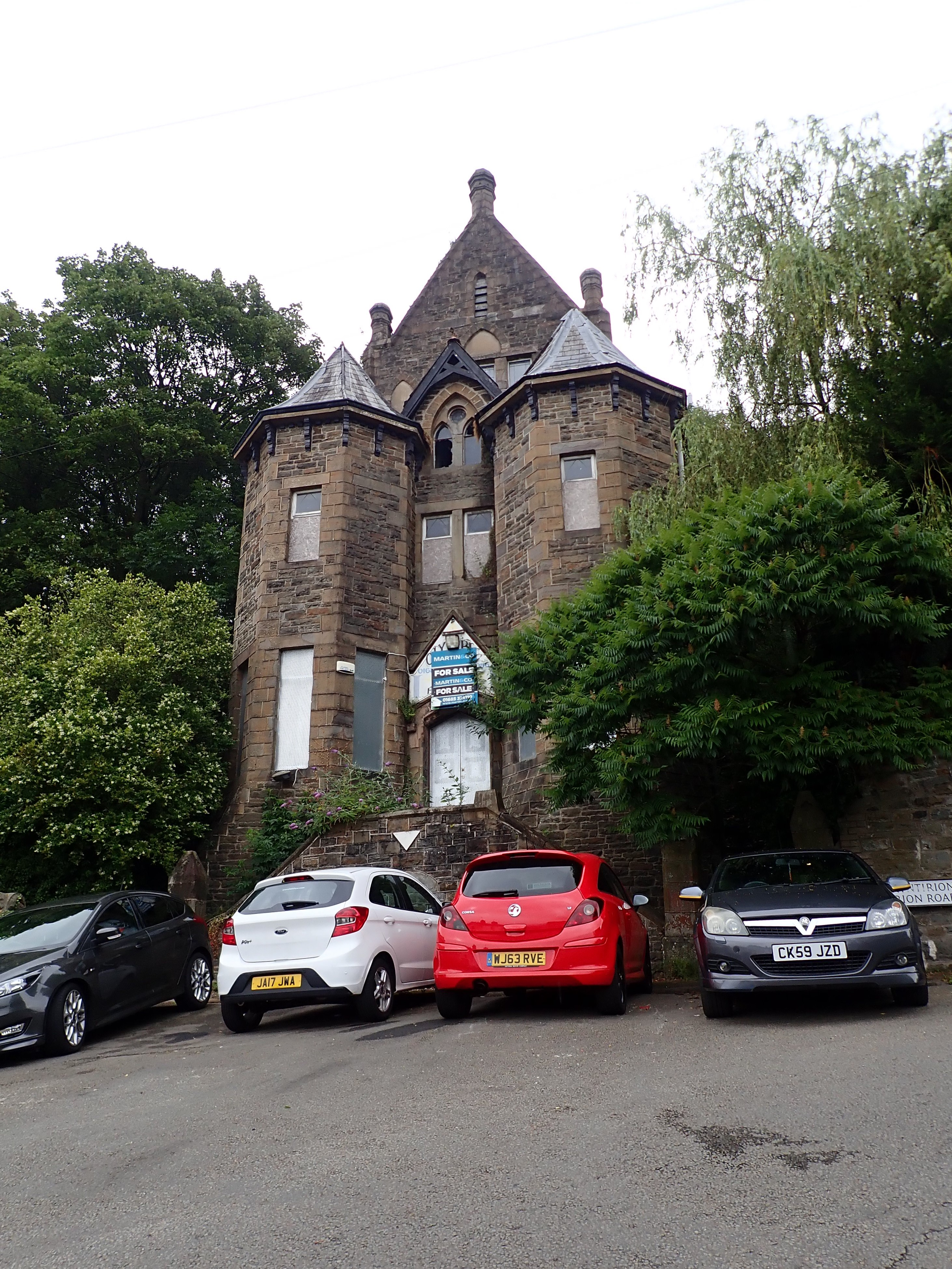
Здание синагоги в 2019 году

## Архитектура
Синагога представляет собой каменное здание в неоготическом стиле. Историк архитектуры Шарман Кадиш считает синагогу Мертир «архитектурно говоря одной из самых важных синагог в Великобритании» и называет её «двухбашенным готическим безумием». В здании четыре этажа, пять, если считать цокольный этаж. Его венчает высокий двухэтажный фронтон, увенчанный каменными навершиями. Двустороння каменная лестница поднимается к готической входной двери. На высоте третьего этажа над дверью находится пара готических стрельчатых окон. Слева и справа от двери и остроконечных арочных окон расположена пара шестиугольных каменных башен. Эти трёхэтажные башни увенчаны шестиугольными коническими крышами, направленными в небо. С 2006 года бывший синагогиальный ковчег был перемещен на хранение в помещение на цокольном этаже. На фронтоне изображен валлийский дракон; вероятно, синагога в Мертире - единственная синагога в мире, на фронтоне которой изображен дракон.
Здание был спроектирован местным архитектором по имени Чарльз Тейлор. На дизайн повлияли современные здания, такие как замок Кох.
В 1960 году ее написал Л. С. Лаури . В то время художник посещал Уэльс и нарисовал множество культовых сооружений. Картина была продана за 277 000 фунтов стерлингов в марте 2022 года.
В 1978 году здание было внесено в список Памятников архитектуры Великобритании и Северной Ирландии. Сначала синагоге был присвоен класс II*, но после её продажи в 1983 году был изменен на класс II.